# Саванисубани
Саванисубани (груз. სავანისუბანი) — село в Грузии. Находится в Хашурском муниципалитете края Шида-Картли. Высота над уровнем моря составляет 810 метров. Население — 271 человек (2014).